# تشارلز بي أندرسون
تشارلز بي أندرسون (بالإنجليزية: Charles P. Anderson)‏ هو قسيس أمريكي، ولد في 8 سبتمبر 1865 في Kemptville ‏ في كندا، وتوفي في 30 يناير 1930.